# Barrocão (Itaitinga)

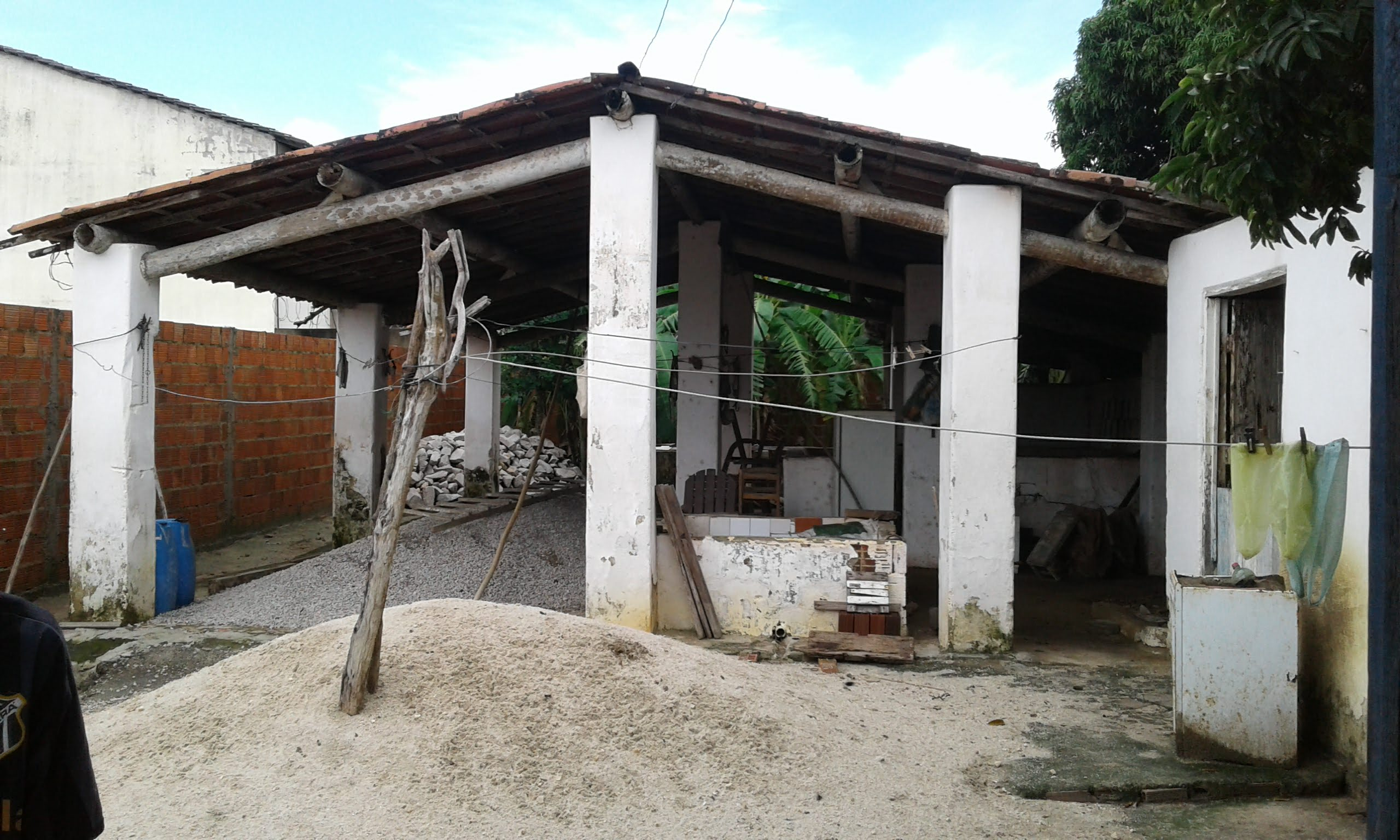
Antiga Casa de Farinha de propriedade da familia Valentim

Barrocão é um bairro localizado na zona rural do município de Itaitinga, as margens da BR-116. O bairro se localiza nos limites municipais, fazendo fronteira com o bairro Pedras, que pertence ao município vizinho, Fortaleza. Estima-se que tenha uma população de cerca de 1091 habitantes conforme o censo demográfico de 2010.

## Origem
Não existem registros que atestem fundação do bairro, o que sabe é o que foi contado oralmente e passado de geração em geração. 

### Loteamento Jardim de Fátima
A região central do bairro é um loteamento residencial de nome Jardim de Fátima, que também é o nome da escola do bairro.

### Famílias tradicionais

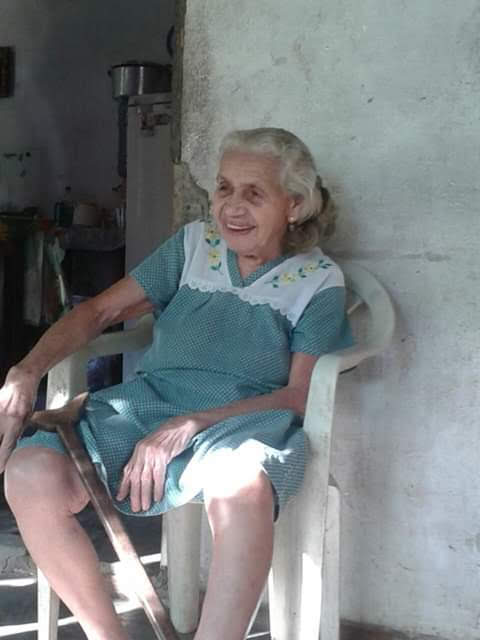
Isabel Teresa da Silva, natural de Aracoiaba, rezadeira popular conhecida por ter sido uma das fundadoras da Capela de São Francisco e pela devoção ao santo terço. Junto com o esposo Luis Rodrigues da Silva, formaram uma das primeiras famílias do bairro.

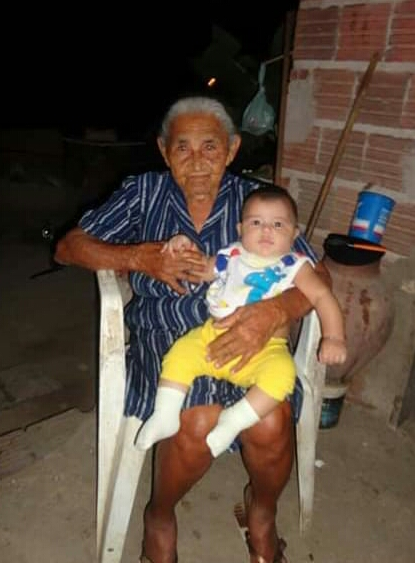
Maria Santos da Silva, descendentes dos povos indígenas tapebas, grande rendeira de bilro ou pilica. O apelido "Maria Epifanio" deriva do marido Epifanio Porfirio da Silva.

As primeiras famílias do lugar foram as famílias Silva, Maroca, Pereira, e Cazuza. Algumas vieram de outros estados ou municípios do interior do Ceará, do bairro próximo Ancuri ou da Fazenda Várzea Nova.

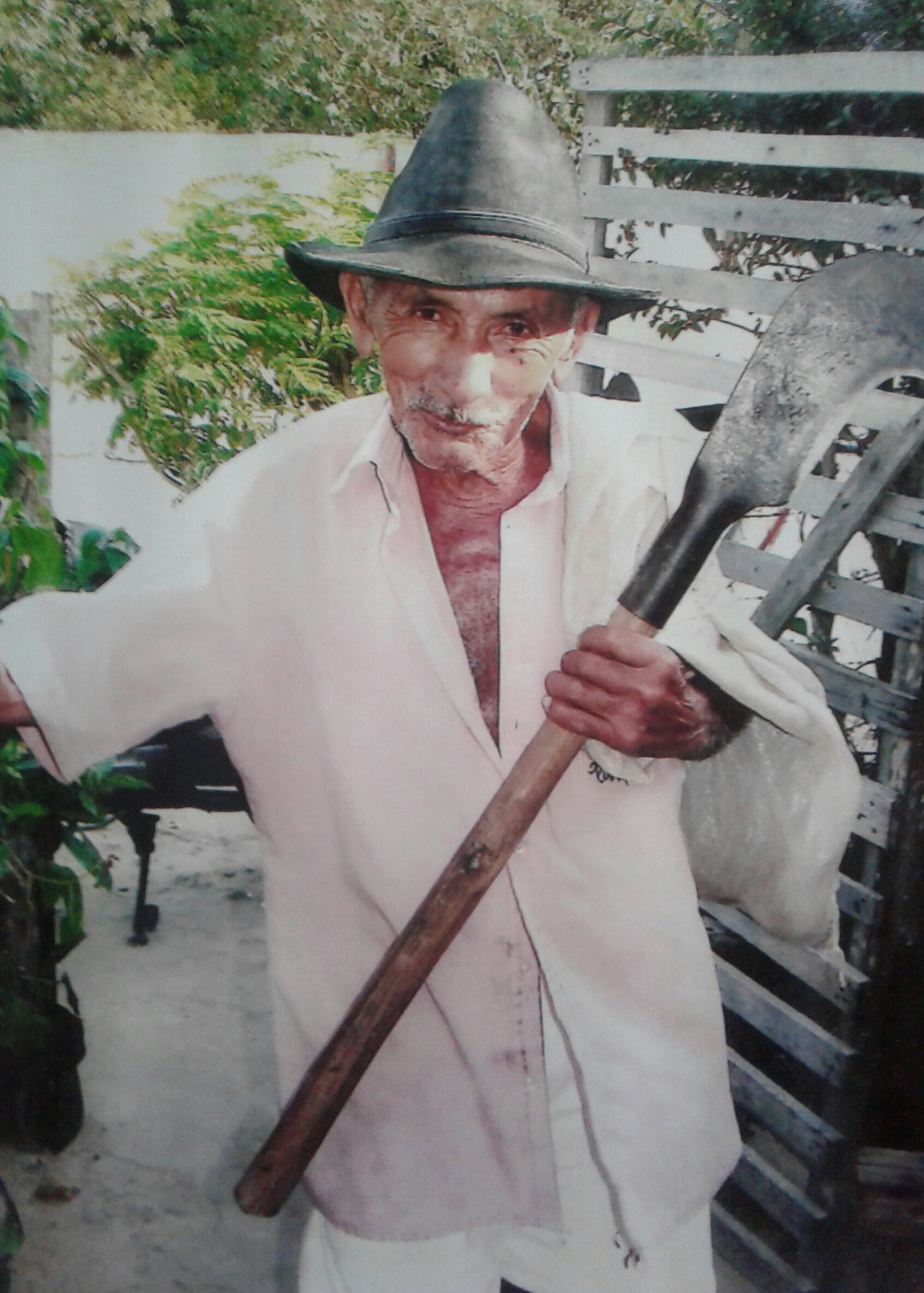
Geraldo da Costa Barros "Geraldo Pequeno", agricultor natural de Ancuri vindo para o Barrocão em 1968 com a esposa Maria Pontes Carvalho e seus filhos. Antes de construir sua casa morou de favor com a família nas propriedades de Dona Maria Helena.

## Economia
A principal fonte de renda são os pequenos comércios e bares locais, alguns já bem tradicionais e conhecidos amplamente na região.
A Pedreira Nassau situada no Serrote do Ancuri na década de 1990 foi geradora de grande número de empregos na região. O motivo por ter deixado de funcionar está relacionado a prejuízos econômicos da empresa, que tinha que transportar a pedra extraída até Mossoró para produção de cimento.
Persistem também a agricultura que serve de subsistência e fonte de comércio para a maior parte das famílias tradicionais do bairro, com cultivo de milho, feijão, batata, mandioca entre outros. Além de criação de gado bovino, suíno e caprino e de aves de capoeira.

## Educação

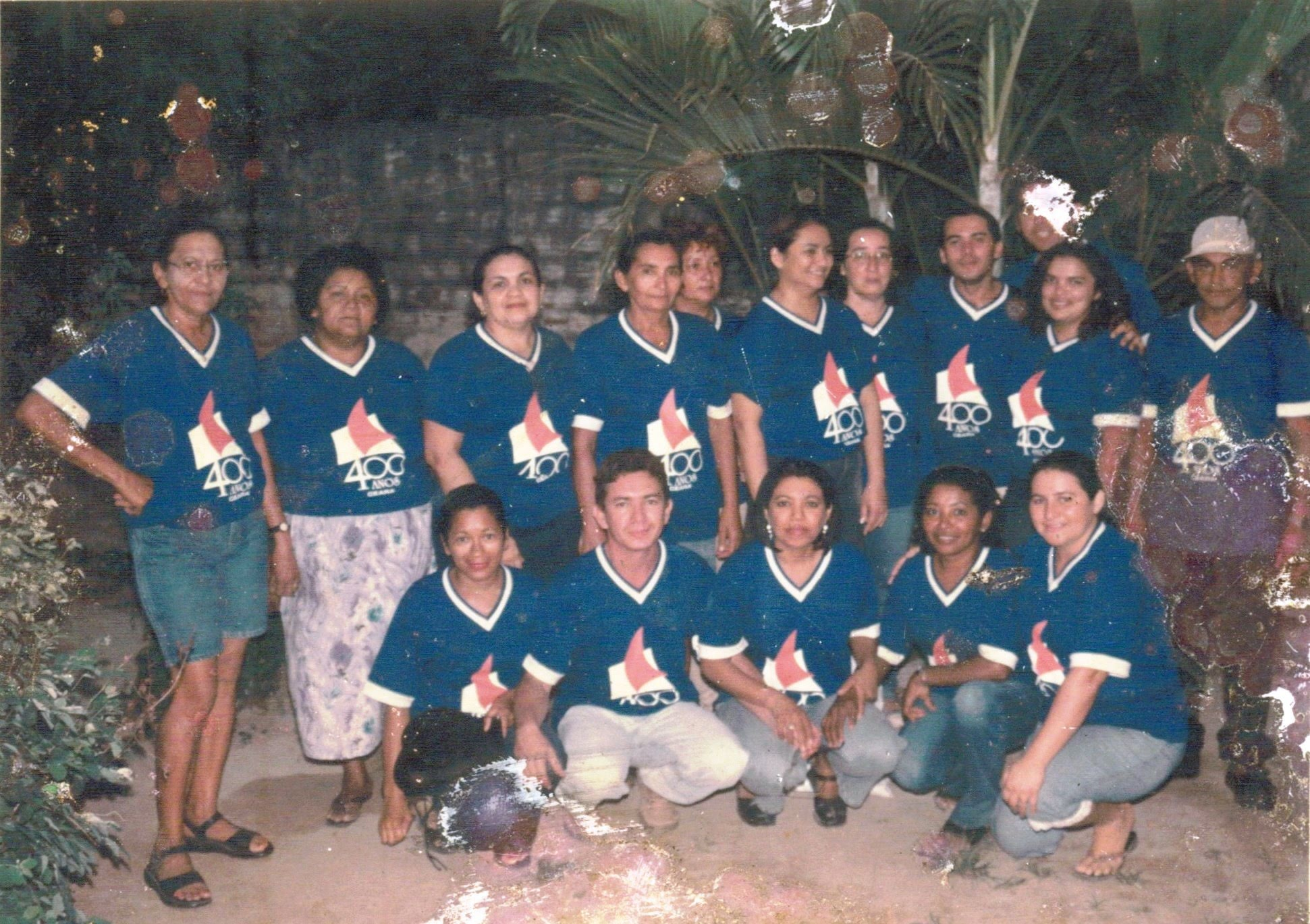
Funcionários da Escola Jardim de Fátima reunidos em alusão aos 400 anos do Ceará, 2003

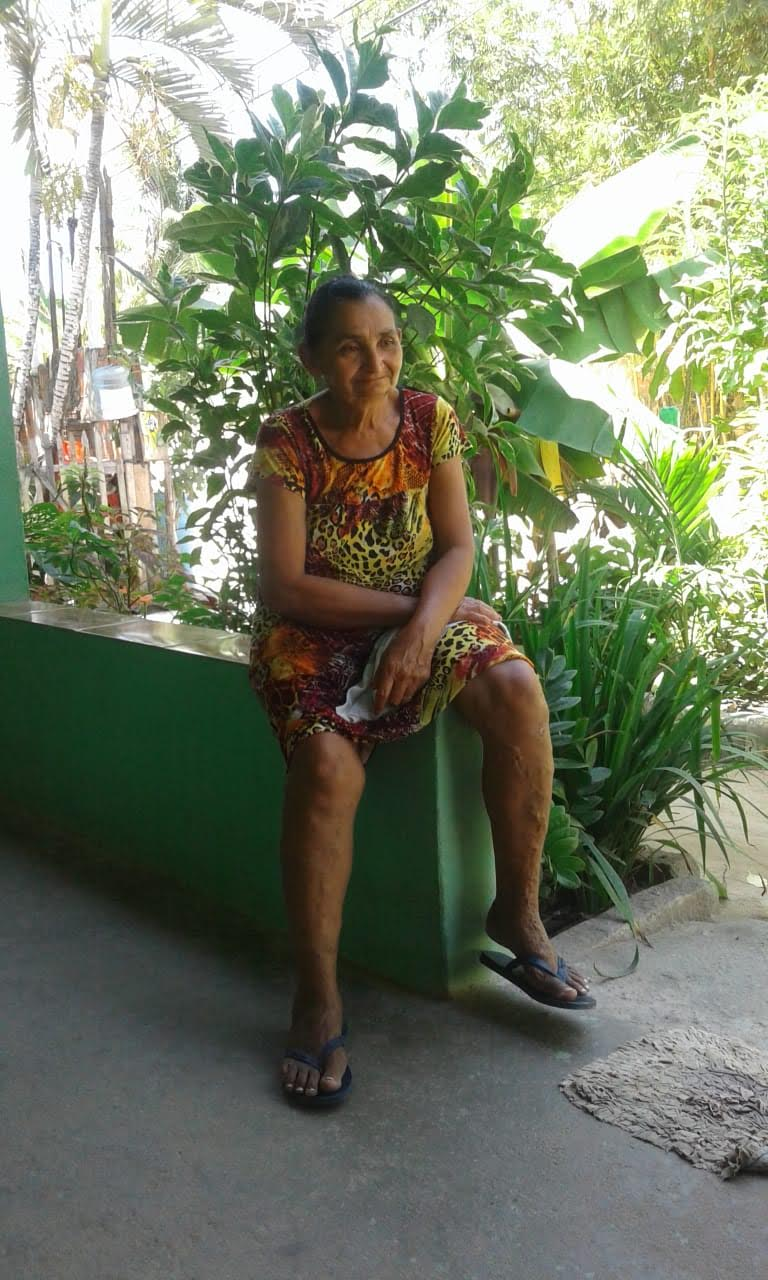
Antonieta Costa da Silva "Tia Bia", fundadora da Escola Jardim de Fátima, onde trabalhou durante 20 anos com merendeira, faxineira e "diretora provisória"

Existe uma escola pública de ensino fundamental, a Escola Jardim de Fátima fundada no ano de 1991, quando um grupo de mulheres lideradas por Dona Antonieta Costa da Silva "Tia Bia" e pelo Senhor José Ribeiro dos Santos "Zé Miguel" fizeram um protesto na Prefeitura de Pacatuba (de onde o bairro pertencia) exigindo a construção de uma escola. O protesto fez o prefeito Lourival Assunção Tavares entrar em acordo com o Senhor José Fernandes Mendes, que aceitou ceder a frente do seu terreno na Rua Pereira Coutinho. A escola foi construída no mesmo ano e iniciou os trabalhos em 1992. Em 2002 foi construída ao lado da escola a Quadra Poliesportiva José Ribeiro dos Santos, o nome escolhido foi em homenagem ao político que ajudou na fundação da escola. José Fernandes Mendes, veterinário que cedeu o terreno para a escola é um dos personagens mais famosos do bairro e um dos moradores mais antigos.  

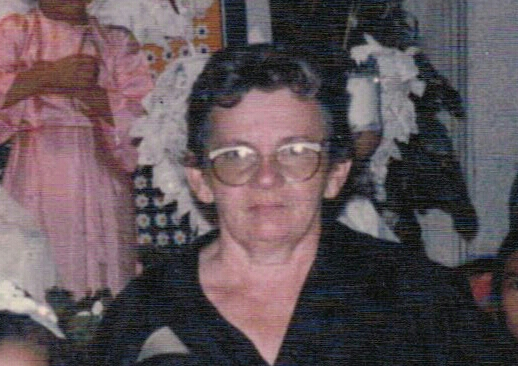
Dona Nair, primeira professora e catequista do Barrocão

Maria Moreira Carvalho "Dona Nair" foi a primeira professora e catequista do Barrocão. Não havendo escola o local onde lecionava era a residência de Joana Valentim "Dona Nãna" onde seus alunos juntavam as folhas secas espalhadas pelo chão antes de começarem as lições.  
Na década de 1990, existia no bairro o Centro Social Deputado Paulo Benevides, dirigido pelo Senhor Solinésio Fernandes de Alencar, onde havia escola e quadra e ocorriam diversos eventos como desfiles cívicos, festas juninas, festas do dia das mães, etc. Era considerada a melhor escola do bairro, até ser desativadas por questões políticas. 

## Saúde
Existe um unidade de saúde pública, o Posto de Saúde Maria Tavares Cavalcante, localizado no limite do bairro com a Taveira.
O uso de ervas naturais para produção de remédios homeopáticos ainda é bastante difundido no bairro, principalmente pelas famílias mais tradicionais, são exemplos chás, banhos e lambedores.

## Infraestrutura
O bairro possui transporte público intermunicipal da empresa São Benedito além das topics da Cooperativa dos Transportes Alternativos de Itaitinga. As principais vias públicas do bairro são as ruas Pereira Coutinho, Jorge Figueiredo, e a Avenida da Lógica que liga o bairro à BR-116. A conservação das vias é motivo de piada pelos moradores pois a maioria é mau cuidada e possui grande número de buracos. 

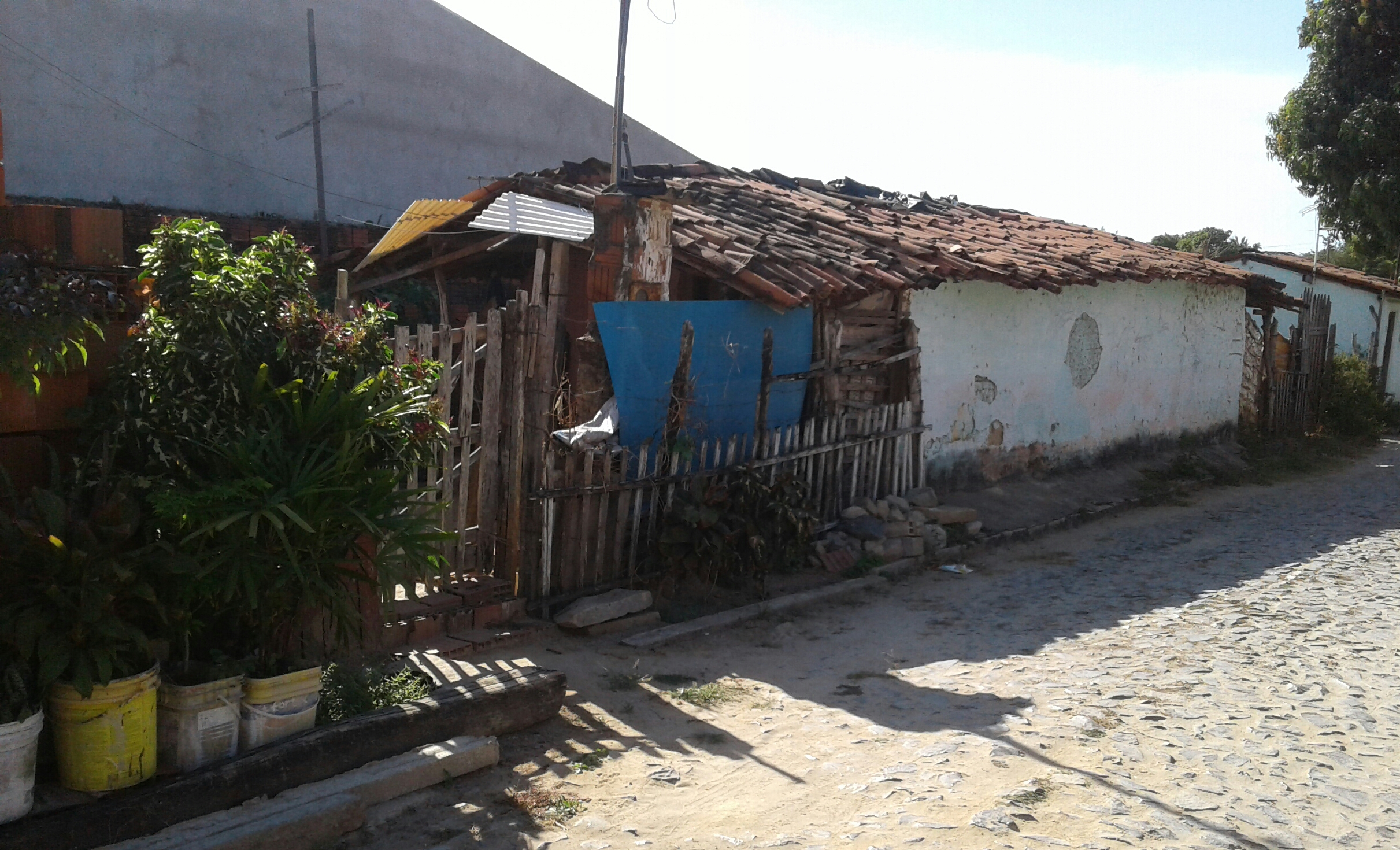
Antiga residência de Raimundo Carvalho "Cassaco", exemplo de casa de taipa resitente ao avanço da mão de obra moderna.

Serviços públicos básicos como água encanada, iluminação e saneamento básico chegaram tardiamente, antes disso era necessário buscar água nos açudes da região e o olho d'água do Serrote do Ancuri, que também serviam para lavar roupa  outra solução eram as cacimbas (a maioria dos moradores do lugar possuíam uma em sua casa). Já em relação à iluminação era a base de querosene, com lamparinas e lampiões, além da forma de cozinhar no fogão a lenha. Até o final do século XX grande parte das residências eram feitas de taipa, sendo pequenas e bem humildes, mostrando um retrato ignorado do Nordeste, algumas poucas ainda se mantém em pé.
Ainda existem no bairro grande número de pequenos terrenos particulares que caracterizou o bairro até o início do século XXI, a maioria não possui documentação pois é fruto de herança deixado de maneira oral. O desembargador José Maria de Melo era proprietário de grande parte das terras do bairro até seu falecimento em 2015. Destacasse a Fazenda Várzea Nova, pertencente à família do Dr. Carlos Alberto Studart Gomes que começando no Barrocão vai até o Umari, nas proximidades do Açude Gavião, nela está o haras da Rede Integral Mix, Foi desta fazenda que migraram parte das famílias locais. O Sítio Nossa Senhora das Graças pertencente ao desembargador Assis Nogueira e, posteriormente ao Doutor Zé Maria também é um dos principais e mais extensos, nele era produzida cajuína artesanal e criado gado.
Parte do bairro é divido em loteamentos residenciais antigos onde moram as famílias mais tradicionais, Loteamento Jardim de Fátima e Loteamento BR-116, antigo Henrique Jorge. 

### Conjunto Luiza Távora
No ano de 2010 foi inaugurado o Conjunto Residencial Luiza Távora, construído por ordem do governo do estado, na administração de Cid Gomes, para abrigar as famílias dos presidiários das unidades prisionais no bairro com que faz fronteira, Pedras. As famílias antes viviam num Assentamento em um terreno invadido formando uma comunidade Sem-Terra próximo à avenida da Lógica, principal via de acesso ao sistema prisional.

## Religiosidade

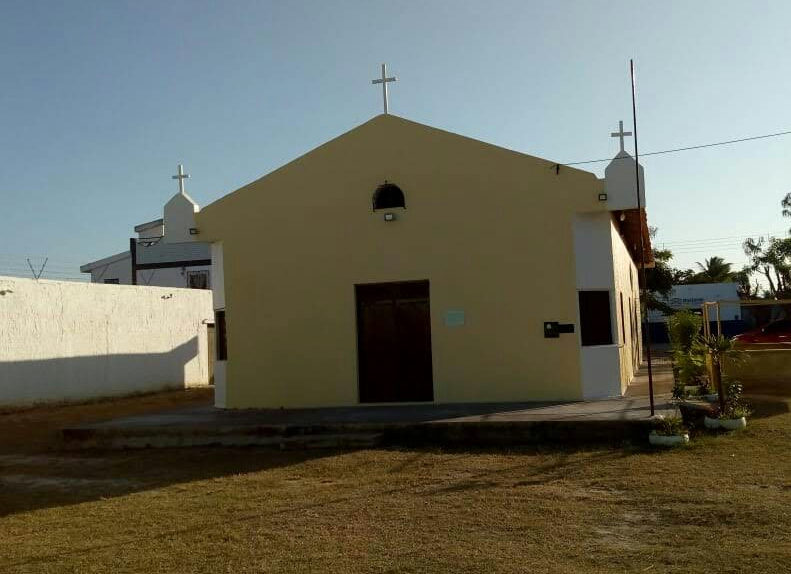
Capela de São Francisco do Barrocão em setembro de 2019

A principal e mais antiga religião é a Católica, existem também as Igrejas Pentecostais (Assembléia de Deus e Deus é Amor), Igreja Batista Regular,Testemunhas de Jeová, e a Igreja Universal. Há também forte presença das religiões de matriz africana.  

### Catolicismo

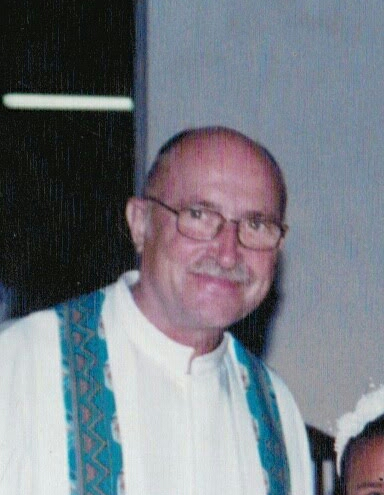
Padre Alfredo Niedermaier, MSC. Alemão vindo para o Brasil que visou o futuro do bairro Barrocão e adjacências

A comunidade católica do Barrocão surgiu a partir dos trabalhos das Irmãs Missionárias Capuchinhas, que vieram morar no bairro vizinho, Pedra em 1984 e faziam trabalhos pastorais no bairro. Os movimentos fizeram aos poucos surgir uma Comunidade Eclesial de Base, naquela época não havia capela no bairro. Em 1994 chegou o Padre Djair Gomes Cavalcante que começou a celebrar missas nas ruas e casas do bairro. Em 1997 chegou o Padre Alfredo Niedermaier que passou a celebrar missas na Escola Jardim de Fátima. Em 1998 resolveram construir uma capela na comunidade. O terreno foi doado pela Prefeitura de Itaitinga. A escolha do padroeiro teve forte influência das Irmãs Capuchinhas que celebravam a festa de São Francisco de Assis. A imagem de madeira foi doada pelo Padre Alfredo e trazida da Pedra pelo jovem Francisco Tarcisio. Com doações dos fiéis, e trabalho de multirão logo a Capela iniciada em 1999 ficou pronta e, foi inaugurada em 2001. É no Barrocão onde está a Residência Paroquial do Paróquia do Sagrado Coração de Jesus e Santa Luzia, que é responsável pela capela.

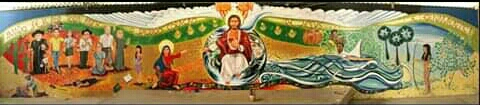
Painel do Sagrado Coração de Jesus, na Igreja homônima, 2010. Neste painel estão representados o Coração de Jesus sobre a Terra e a Virgem Maria ao seu lado esquerdo com uma criança negra pisando uma serpente, a seguir estão uma mulher grávida, Dom Hélder Câmara, Dom Aloísio Lorcheider, Rachel de Queiroz ajoelhada próximo a um bêbado, uma família de retirantes, o Padre Cícero Romão e um trabalhor. No lado direito estão o Dragão do Mar, uma rendeira e uma mulher indígena (Iracema). O lado esquerdo denúncia o flagelo da seca, com cores quentes; enquanto o lado direito exalta a abundância das florestas e águas, com cores frias. A cena está abaixo de um enorme pombo e das mãos de Deus.

A Igreja Matriz do Sagrado Coração de Jesus, idealizada pelo Padre Alfredo Niedermaier e inaugurada em 2010 foi planejada inicialmente para ser um um Centro Missionário, para acolher pastorais e movimentos mas acabou se consolidando como uma igreja imponente com um imenso painel em seu altar principal, retratando o Coração de Jesus e figuras religiosas populares, uma referência a caminhada das CEBs. Esta igreja é a Matriz da Paróquia do Sagrado Coração de Jesus e Santa Luzia. 
Existem também as religiosas populares que de maneira simples espalham suas devoções. Dona Cleofa Escócio é uma das rezadeiras mais famosas da região. Dona Isabel foi uma das mulheres que propagou a devoção a São Francisco do Canindé e à prática do terço mariano.

## Lazer, cultura e desportos
Não há pólos desportivos no bairro além da Quadra Poliesportiva José Ribeiro dos Santos, popularmente chamada de Quadra do Barrocão que é aberta ao povo diariamente. Nela são realizados diversos projetos, que se voltam para a realidade dos moradores do lugar. Existe ainda a Areninha de Itaitinga inaugurada em 2018 pelo governador Camilo Santana e o prefeito Abel Rangel, no conjunto Luiza Távora.  
Tradicionalmente ocorrem bingos de carneiros ou outras coisas que junto com cerestas nos pequenos comércios, bares e casas de shows locais que animam o bairro. São exemplos o Mercadinho o Ferrugem e a Casa Verde Show.   
Os festejos de São Francisco de Assis que começam no meio de setembro e findam em 4 de outubro são a principal festa religiosa do bairro, que reúne fiéis também de localidades vizinhas. Também os dias de fogueira pra Santo Antônio, São Pedro e São João Batista com os tradicionais batismo na fogueira. 
Existem também a cultura das estórias populares que passam de geração em geração, sejam fantasiosas ou relatos de acontecimentos venéreos de pessoas do bairro. 
Um local conhecido era a Casa de Farinha pertencente ao senhor Luis "Lucas" Valentim da Silva, onde se preparava beiju e farinha nas tradicionais farinhadas. Construída pela própria família Valentim, funcionou nas décadas de 1990 e 2000 mas parou de funcionar depois do falecimento do proprietário e encontra-se em estado de deterioração. Os Valentim são uma das famílias mais tradicionais do bairro, os patriarcas Antônio Valentim e Luiza Cordeiro vieram com os filhos do Rio Grande do Norte em 1958 e se instalaram na Fazenda Várzea Nova, e em 1960 vieram morar no Barrocão.   

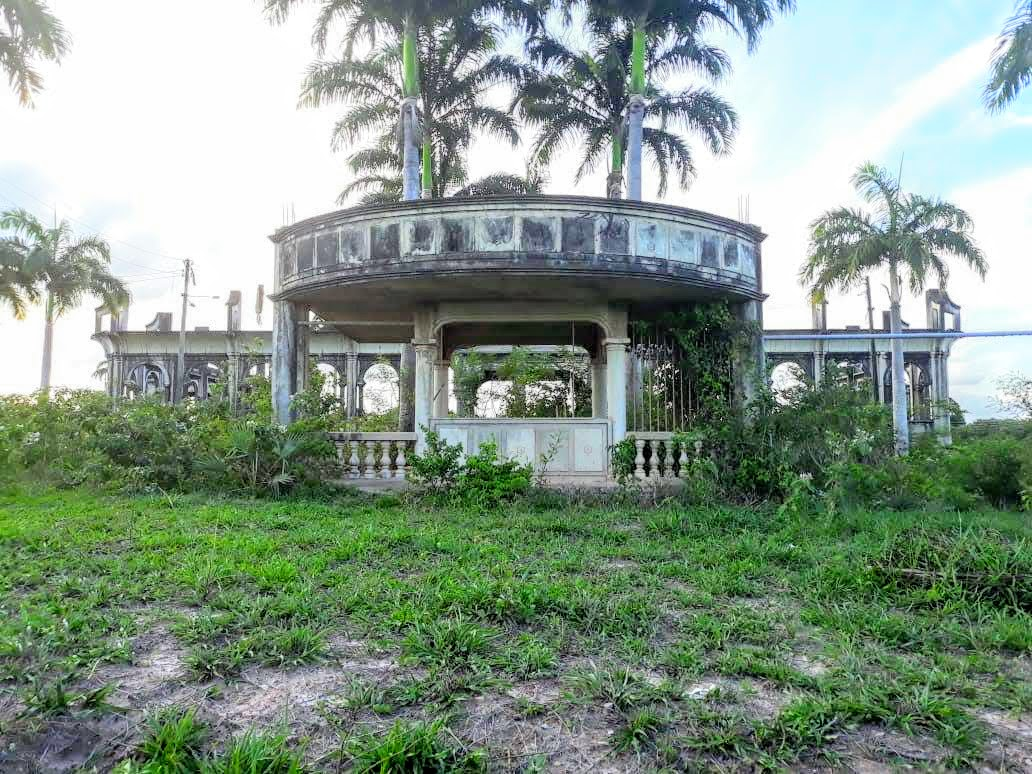
"Cassino do Michel", construído na década de 1990 no Residencial Europa

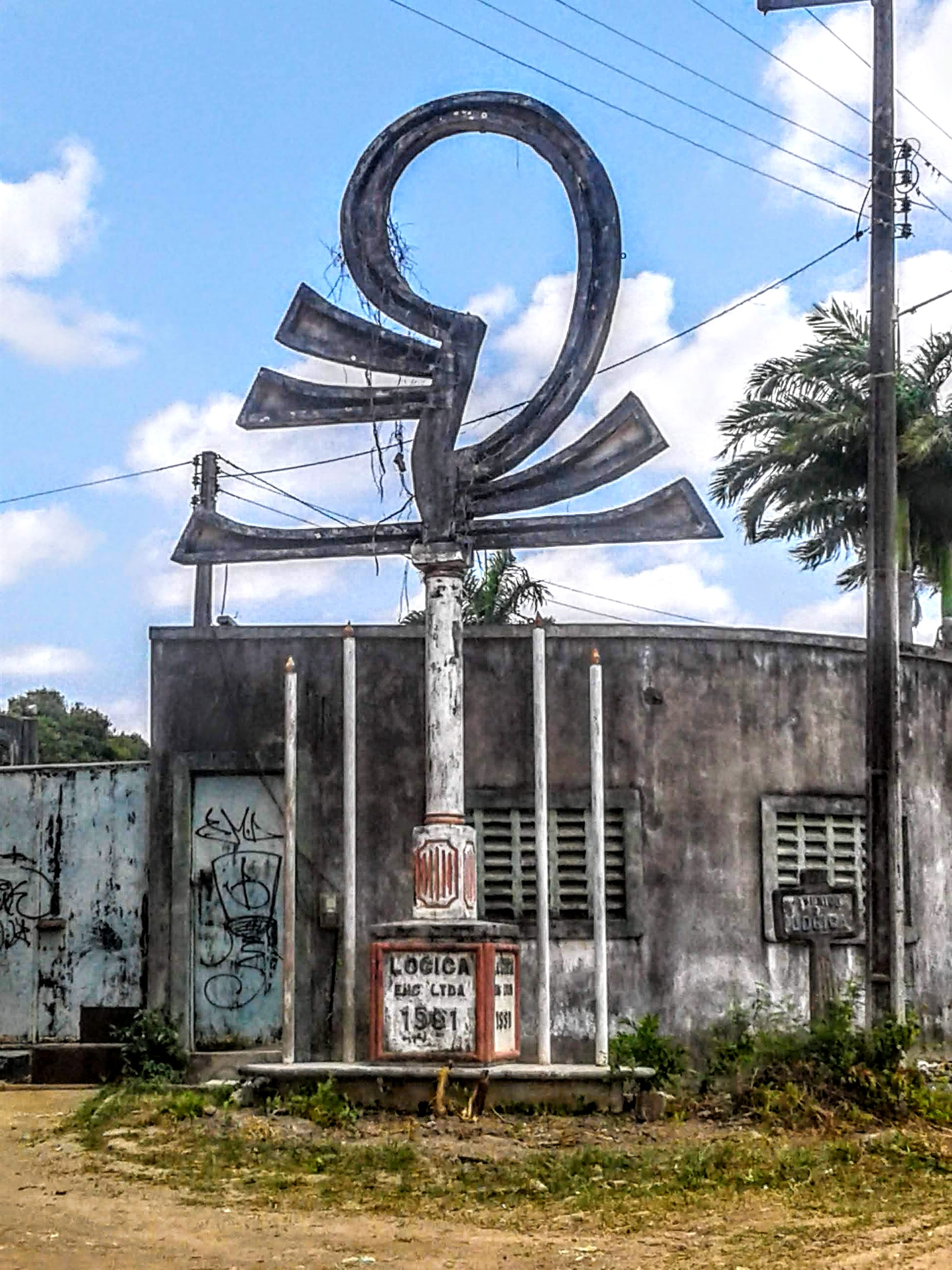
Monumento da Lógica, 1991

Outro lugar que encontra-se em ruínas, mas é bastante conhecido são as obras do Residencial Europa, idealizado por um empresário holandês conhecido como Michel. Nestas construções estão um imponente cassino rodeado de palmeiras e um hotel (nunca terminados), o chamado "Monumento da Lógica" na entrada do residencial, onde registra a data de 1991, um açude e duas avenidas principais (Avenida Europa e Avenida da Lógica), de onde saem avenidas menores que dividiam os lotes de terra.
O bairro ainda conserva suas relações com as origens humildes das famílias mais tradicionais que trabalham com artesanato de palha, confecção de tapetes de retalho, renda, pilica e outros tipos de artesanato.